# La Flèche empoisonnée
Pour plus de détails, voir Fiche technique et Distribution.
La Flèche empoisonnée (The House of the Arrow) est un film britannique réalisé par Michael Anderson, sorti en 1953.

## Synopsis
Une vieille dame riche meurt dans son lit et laisse tout son argent à sa fille récemment adoptée, qui est rapidement accusée puis disculpée de son meurtre.

## Fiche technique
- Titre : La Flèche empoisonnée
- Titre original : The House of the Arrow
- Réalisation : Michael Anderson
- Scénario : Edward Dryhurst d'après le roman de A.E.W. Mason
- Photographie : Erwin Hillier
- Montage : E.B. Jarvis
- Direction artistique : Terence Verity
- Musique : Gerald Crossman
- Producteur : Vaughan N. Dean
- Pays d'origine : Royaume-Uni
- Genre : Policier
- Couleur : Noir et blanc
- Dates de sortie : 
  -  Royaume-Uni : août 1953
  -  France : 8 avril 1960

## Distribution
- Oskar Homolka : Inspecteur Hanaud
- Robert Urquhart : Jim Frobisher
- Yvonne Furneaux : Betty Harlowe
- Josephine Griffin : Ann Upcott
- Harold Kasket : Boris Wabersky
- Pierre Lefèvre : Détective Maurice Thevenet
- Pierre Chaminade : Détective Moreau
- Jacques Cey : Commissaire Giradot
- Keith Pyott : Gaston, le majordome
- Andrea Lea : Francine, la bonne
- René Leplat : le greffier
- Anthony Nicholls : Jarrett, l'avocat
- Ruth Lodge : Jeanne Baudin
- Colette Wilde : la femme à la fenêtre
- Jeanne Pali : Jeanne-Marie Harlowe
- René Poirier : le prêtre